# Dryococelus australis
Dryococelus australis, conhecido popularmente como lagosta-das-árvores, é uma espécie de bicho-pau endêmica da ilha Lord Howe e Pirâmide de Ball, localizadas no Mar de Tasman, na Austrália. Ela foi considerada extinta em 1920, após se predada por ratos-pretos, uma espécie invasora da ilha, e só foi redescoberta 80 anos depois, em 2001, com apenas 24 indivíduos restantes na época, sendo considera por isso uma das espécies de insetos mais raras do mundo. Hoje há mais de 1.000 indivíduos da espécie em zoológicos de vários países. .

## Anatomia e comportamento

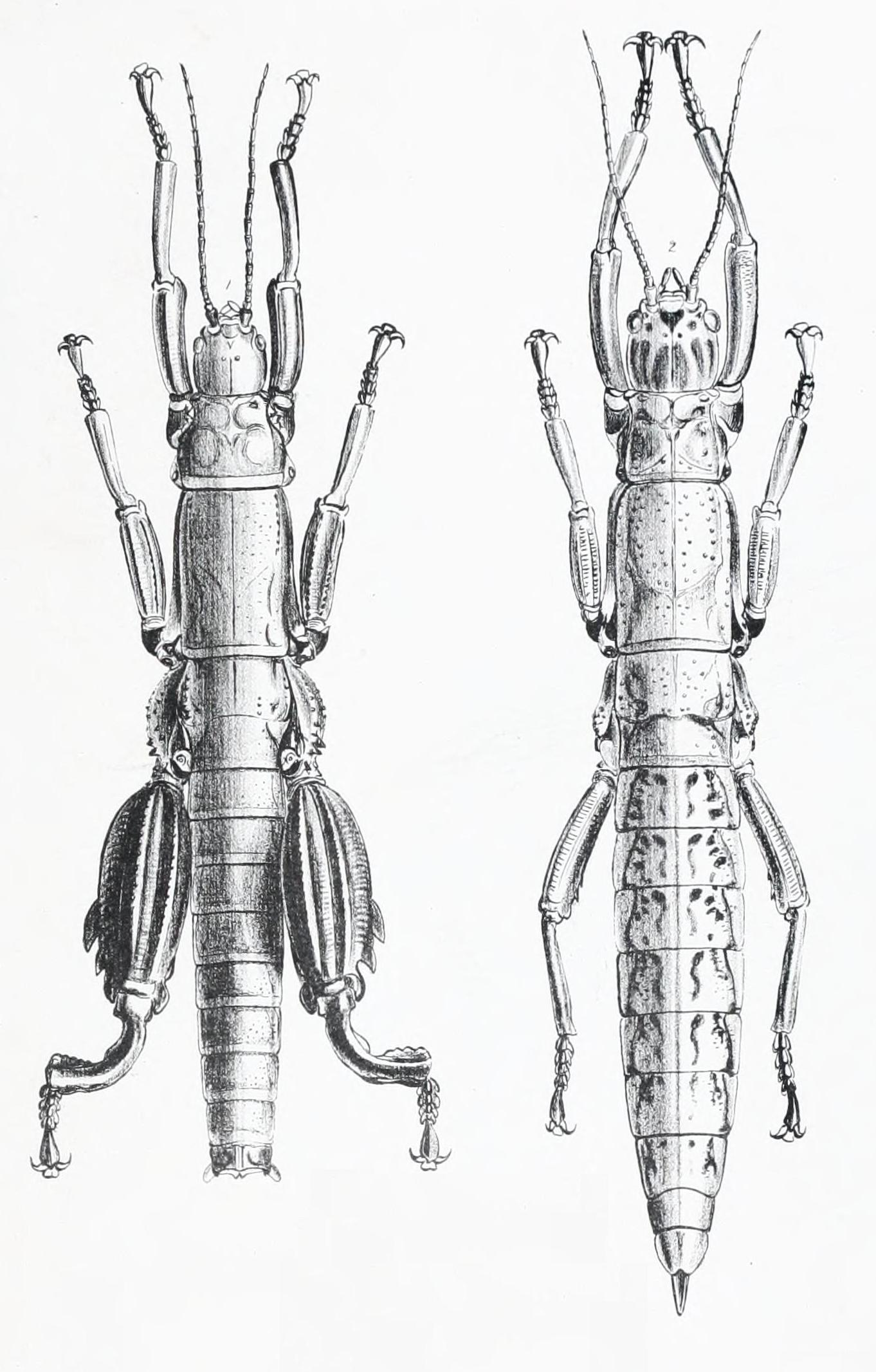
Um macho e uma fêmea da espécie D. australis.

Os exemplares adultos da lagosta-das-árvores podem chegar a medir até 15 centímetros e a pesar até 25 gramas; as fêmeas são maiores que os machos. Eles tem medidas largas e também tem patas robustas; não é estranho que nos machos a parte superior do par de patas inferiores sejam particularmente grossas. Diferentemente de muitos Phasmatodea, eles não tem asas, porém, por isso podem correr muito rapidamente.
Eles são insetos noturnos.